# Vratislav Kadlec
Vratislav Kadlec (* 1981 Hořovice) je český překladatel, redaktor a spisovatel.

## Život
Vystudoval Literární akademii Josefa Škvoreckého. Z angličtiny přeložil desítky knih, zejména pro děti. Dvakrát získal ocenění Zlatá stuha pro nejlepší dětskou knihu v překladatelské kategorii – v roce 2016 za knihu Williama Sutcliffa Cirkus zlodějů a tombola zkázy a v roce 2019 za knihu Král Vrkú od Adama Stowera.
Vedl amatérský divadelní soubor Prvobytně pospolná společnost, mezi lety 2012 a 2014 působil jako šéfredaktor měsíčníku pro světovou literaturu Plav.
Autorsky debutoval komiksem Singultus infinitus v edici TVARy časopisu Tvar v roce 2002, jeho povídka Vedlejší příznaky byla zařazena do souboru Tajemství stržené masky (2011). Prozaickým knižním debutem však byl až povídkový soubor Hranice lesa, za nějž získal v roce 2020 cenu Magnesia litera v kategorii Objev roku.

## Dílo
- Singultus infinitus (Tvar 2002)
- Hranice lesa (Argo 2019)